# Camiling
Camiling (AFI: [kami'liŋg]) es un municipio de la provincia de Tarlac en Filipinas.

## Toponimia
Camiling deriva su nombre de kamiring (AFI: [kami'ɾiŋ]), término ilocano para cualquier árbol del género Semecarpus, que crecían en abundancia en la localidad.

## Demografía
Conforme al censo del 2007, tiene 79 941 habitantes.